# Lophornis verreauxii
La coqueta verde norteña, coqueta mariposa (en Perú) o coqueta abanico puntiblanco (en Venezuela) (Lophornis verreauxii) es una especie de ave apodiforme de la familia Trochilidae (los colibríes), perteneciente al género Lophornis. Es nativa de América del Sur, en el occidente de la cuenca del Amazonas y regiones adyacentes.

## Distribución y hábitat
Se distribuye por el este de Colombia hacia el sur por el este de Ecuador, este de Perú, oeste de la Amazonia brasileña (al este hasta el noreste de Mato Grosso); y en el centro este de Venezuela.
Esta especie es considerada de poco común a rara en sus hábitats naturales: las selvas húmedas, incluyendo crecimientos riparios altos, bosques arbustivos de suelos arenosos blancos y de terra firme, crecimientos secundarios, incluyendo campos con setos y matorrales, en altitudes hasta 1000 m. Fue registrado en islas fluviales en el este de la Amazonia.

## Sistemática

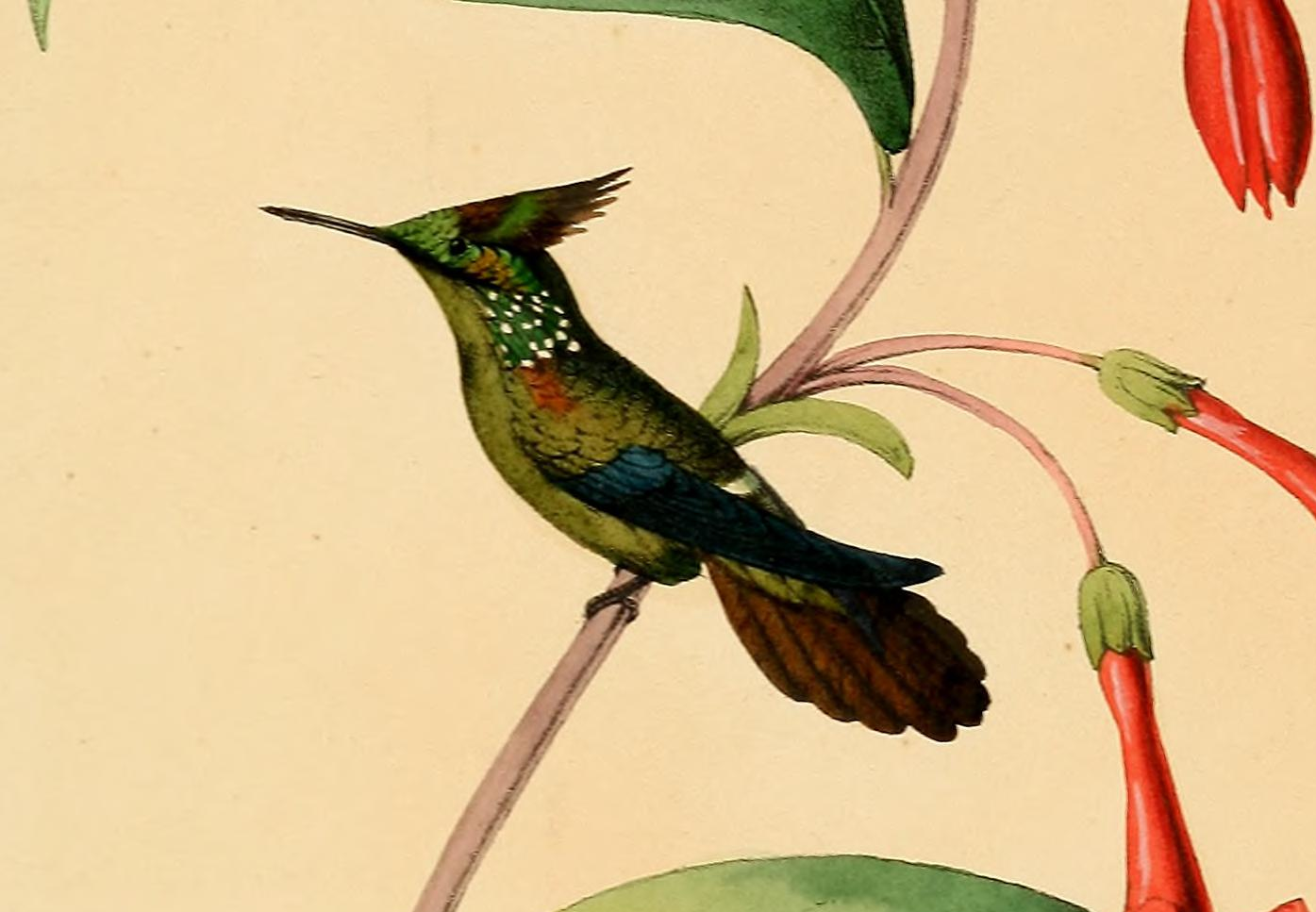
Lophornis verreauxii, ilustración de Louis Victor Bevalet en Histoire naturelle des oiseaux-mouches, ou, Colibris constituant la famille des trochilidés, 1861.

### Descripción original
La especie L. verreauxii fue descrita por primera vez por el ornitólogo francés Étienne Mulsant en 1853 bajo el mismo nombre científico; su localidad tipo es: «Perú».

### Etimología
El nombre genérico masculino «Lophornis» se compone de las palabras del griego «lophos» que significa ‘cresta, tufo’, y «ornis» que significa ‘pájaro’; y el nombre de la especie «verreauxii», conmemora al ornitólogo francés Édouard Verreaux (1810–1868).

### Taxonomía
La presente especie (junto a la subespecie klagesi) fue tradicionalmente tratada como una subespecie de Lophornis chalybeus, pero fueron recientemente separadas con base en las diferencias morfológicas y de comportamiento. La elevación al rango de especie fue reconocida en la Propuesta No 833 al Comité de Clasificación de Sudamérica (SACC), en mayo de 2019.
Junto a sus especies hermanas Lophornis pavoninus y L. chalybeus ya fueron colocadas en el pasado en un género Polemistria
La forma descrita Lophornis insignibarbis Simon, 1890, descrita a partir de un único espécimen del comercio de pieles de Bogotá y a veces colocada en un género monotípico Lithiophanes, podría ser un híbrido entre la presente especie y Lophornis stictolophus, pero no está claramente comprobado.

### Subespecies
Según las clasificaciones del Congreso Ornitológico Internacional (IOC) y Clements Checklist/eBird  se reconocen dos subespecies, con su correspondiente distribución geográfica:
- Lophornis verrreauxii verreauxii Bourcier, 1853 – este de Colombia, este de Ecuador, este de Perú, oeste y centro de la Amazonia brasileña hasta el centro de Bolivia.
- Lophornis verrreauxii klagesi Berlepsch y Hartert, 1902 – este de Venezuela a lo largo del río Caura en el norte de Bolívar.